# Aelita Krasiļščikova
Aelita Krasiļščikova (* 22. November 2008) ist eine lettische Skispringerin.

## Werdegang
Aelita Krasiļščikova kam über ihre ältere Schwester Alicja, die jedoch ihre Karriere früh beendete, zum Skispringen. Zusammen mit ihrer Mutter hilft diese ihr beim Training im Ogre Sports Center.
Seit 2015 nimmt Krasiļščikova an Wettkämpfen, großteils regionale Wettkämpfe in Lettland, Estland und Deutschland, wie dem FIS-Schüler-Grand-Prix teil.
Ab der Saison 2023/24 startete sie auch bei FIS-Wettkämpfen und gab im Sommer 2023 in Pöhla ihr Debüt im Alpencup, wobei sie aufgrund der niedrigen Teilnehmerzahl auch Punkte erzielen konnte.
Mit mehr Erfolg nahm sie auch mehrmals an der New Star Trophy teil und konnte sich in Râșnov einmal als Dritte auf dem Podest platzieren.
In der Saison 2024/25 holte Krasiļščikova bei ihrem Debüt im Intercontinental-Cup in Otepää zweimal als 16. von 19 Teilnehmerinnen Punkte in dieser Wettkampfserie.
Die ersten lettischen Meisterschaften seit 1974, im Herbst 2023, verpasste sie noch zugunsten der New Star Trophy, im Winter 2024 konnte sie jedoch die Goldmedaille gewinnen. Bei der Meisterschaft im Herbst 2024 gewann sie erneut.